# Clan Tsutsui
Il clan Tsutsui (筒井氏?, Tsutsui-shi) fu un clan di samurai del medioevo giapponese discendenti del clan Fujiwara, e furono molto attivi durante il periodo Sengoku. 
Durante il XVI secolo il clan Tsutsui controllava principalmente la provincia di Yamato sotto la guida del daimyō Tsutsui Junkei. Divennero successivamente dei servitori del clan Oda sotto il quale persero parte della loro indipendenza. Dopo la morte di Junkei, Tsutsui Sadatsugu, cugino ed erede di Junkei, venne spostato nella provincia di Iga da Toyotomi Hideyoshi e successivamente privato di tutti i possedimenti dallo Shogunato Tokugawa nel 1608. Dopo tale confisca il clan venne sciolto.

## Membri importanti del clan
- Tsutsui Junshō (筒井 順昭, 1523–1550)
- Tsutsui Junkei (筒井 順慶, 1549–1584)
- Tsutsui Sadatsugu (筒井 定次, 1562–1615)